# Baseball (NES-spel)
Baseball (ベースボール Bēsubōru?) är ett basebollspel utvecklat av Nintendo och utgivet 1983 till Nintendo Family Computer, till vilket spelet var en av de första titlarna. Spelet släpptes i USA 1985, och var även där en av de första NES-titlarna. Man kan spela upp till två spelare.

## Lag
Även om det enda som skiljer lagen åt är färgen på deras matchtröjor, representerar lagen klubbar i japanska Central League. I den amerikanska versionen ändrades detta till MLB-lag:
A: Oakland Athletics

C: St. Louis Cardinals

D: Los Angeles Dodgers

P: Philadelphia Phillies

R: Kansas City Royals

Y: New York Yankees

### Fotnoter
1. 1 2 3  ”Baseball”. NES DB. 7 mars 1983. Arkiverad från originalet den 2 maj 2014. https://web.archive.org/web/20140502005136/http://www.nesdb.se/game_more.php?id=131&rid=1. Läst 30 april 2014.